# Ascidia ceratodes
Ascidia ceratodes är en sjöpungsart som först beskrevs av Huntsman 1912.  Ascidia ceratodes ingår i släktet Ascidia och familjen Ascidiidae. Inga underarter finns listade i Catalogue of Life.